# Musarañas
Musarañas è un film spagnolo del 2014 diretto da Juanfer Andrés e Esteban Roel. Ha vinto un premio Goya per il miglior trucco e acconciatura.

## Trama
Montse è una ragazza inferma mentalmente che non riesce a uscire di casa propria e lavora come sarta per una sola cliente molto abbiente che le procura della morfina tramite suo marito medico. La donna vive insieme alla sorellina diciottenne, ragazza che continua a trattare come bambina, alla quale ha raccontato che la loro madre è morta di parto e che loro padre le ha abbandonate 14 anni prima sparendo nel nulla. Montse è terrorizzata dall'idea che la sorella possa abbandonarla dopo aver conosciuto un ragazzo, oltre motivo per il quale arriva a picchiare a sangue Nia che, per sfuggirle, si ritrova a dormire sul pianerottolo di casa. Durante la notte, il vicino di casa Carlos si impietosisce e le lascia addosso una coperta. Il giorno dopo Motse è mortificata ma sua sorella non vuole perdonarla.
Mentre Nia è fuori per lavoro, Carlos bussa alla porta chiedendo aiuto per via di una rovinosa caduta in seguito alla quale si è spezzato una gamba; subito dopo, Carlos sviene. Montse, che non ha mai conosciuto altri ragazzi, si invaghisce di lui e lo trascina dentro, decidendo di immobilizzarlo a letto e di far finta di averlo fatto visitare da un medico. Nia è subito spaventata per quanto sta accadendo e prova a mettere in guardia Carlos, che tuttavia fatica a crederle; la ragazza è troppo spaventata da sua sorella per denunciare il fatto e arriva perfino a far visita all'uomo di nascosto per evitare gli scatti d'ira di Motse. Quest'ultima inizia a privarsi di morfina per somministrarla di nascosto a Carlos ma, a causa di ciò, la sua salute mentale precipita e inizia ad avere sempre più visioni in cui parla con suo padre.
Carlos chiede a Montse di prendergli un libro dal suo appartamento: la ragazza telefona allora al marito della sua cliente e inizia a svolgere degli esercizi per riuscire a uscire di casa. Delle persone iniziano a cercare Carlos proprio mentre Nia è nel suo appartamento per prendere il libro: saputo da lei dove si trova l'uomo, la promessa sposa dell'uomo si precipita nell'appartamento e viene assassinata da Motse sotto gli occhi di Carlos. Ritornata a casa, Nia non scopre subito l'accaduto: prima che ciò accada, Montse decide di rivelarle la verità sulla morte di loro padre. Impazzito a causa della perdita di sua moglie, l'uomo aveva iniziato a identificare Montse con lei e quindi ad abusarne ripetutamente, spingendola non solo alla follia ma anche ad assassinarlo ed occultarne il cadavere in casa. La rivelazione sconvolge Nia, che si rende immediatamente conto di come la stessa cosa possa essere accaduta anche alla moglie di Carlos: va quindi dall'uomo, che le rivela come la donna fosse incinta di lui. 
Nia decide inizialmente di scappare via e, mentre la ragazza è fuori, Carlos prova a scappare subendo una terribile punizione da Montse, che gli inchioda le gambe al letto. Poco dopo, la solita cliente e sua nipote si recano presso l'appartamento e scoprono l'accaduto: Montse le uccide. Al suo ritorno a casa, Nia si rende conto della necessità di fermare immediatamente la sorella e di portare Carlos fuori di casa. Ne deriva una terribile lotta fra le due ragazze: Nia riesce a ferire gravemente Motse ma questa, poco prima di morire, le rivela il luogo in cui ha nascosto i resti del padre e l'unica foto che ritrae Nia con la loro madre. Il ritrovamento sconvolge Nia e la lega nuovamente a Motse, che scopre essere in realtà sua madre: dopo aver trascinato Carlos sul pianerottolo, ritorna dunque in casa per restare accanto a Motse morente.

## Distribuzione
Presentato in anteprima al Toronto International Film Festival, il film ha goduto di distribuzione cinematografica da parte di Sony Pictures España a partire dal 25 dicembre 2014.

## Accoglienza
Il film ha ricevuto recensioni principalmente positive dalla critica, venendo lodato sia da parte di testate spagnole come El Pais che da testate internazionali come The Hollywood Reporter.